# Charlotte Winheller
Charlotte Winheller (verheiratet als Charlotte Franke-Winheller, als Autorin auch als Charlotte Franke; geboren am 27. November 1935 in Mohrungen, Ostpreußen; gestorben im Mai 1995 in München) war eine deutsche Übersetzerin, Science-Fiction-Herausgeberin und -Autorin. 

## Leben
Winheller studierte Englische Literatur am University College London, absolvierte eine Dolmetscherausbildung in München und arbeitete danach als literarische Übersetzerin vor allem von Science-Fiction.
Sie übertrug unter anderem Werke von
Poul Anderson,
Margaret Atwood,
James Graham Ballard,
Malcolm J. Bosse,
Doris P. Buck,
Martin Caidin,
Peter Carey,
Arthur C. Clarke,
Hugo Correa,
Juanita Coulson,
Charles V. De Vet,
Joan Didion,
Joyce Carol Oates,
Robert Sheckley und
Robert F. Young.
Von 1963 bis 1964 war sie die Herausgeberin der ersten neun Bände von The Best Stories from The Magazine of Fantasy & Science Fiction, einer im Heyne-Verlag erscheinenden Reihe von Auswahlanthologien aus The Magazine of Fantasy & Science Fiction. Außerdem gab sie zwei SF-Anthologien heraus, die sie auch übersetzte.
Sie war langjährige Repräsentantin von World SF in Deutschland.
Winheller ist Autorin eines Science-Fiction-Jugendromans (Die Kinder der fliegenden Stadt, 1977) und verfasste vier Science-Fiction-Kurzgeschichten.
Sie war mit dem Science-Fiction-Autor Herbert W. Franke verheiratet. Nach der Scheidung nahm sie ihren Geburtsnamen wieder an. Ihr Nachlass befindet sich im Archiv der Monacensia in München.

## Bibliographie

### Roman
- Die Kinder der fliegenden Stadt. Nach einer Idee von Herbert W. Franke. Deutsche Verlags-Anstalt, Stuttgart 1977, ISBN 3-421-02502-9. Neuauflage: Xenos, 1988, ISBN 3-8212-0707-8.

### Kurzgeschichten
- Wegen Elsie. In: Herbert W. Franke (Hrsg.): Science Fiction Story Reader 6 Heyne SF&F #3498, 1976, ISBN 3-453-30388-1.
- Bennie ist ein schöner Name. In: Herbert W. Franke (Hrsg.): Science Fiction Story Reader 10 Heyne SF&F #3602, 1978, ISBN 3-453-30509-4.
- Eins ums andere. In: Herbert W. Franke (Hrsg.): Science Fiction Story Reader 10 Heyne SF&F #3602, 1978, ISBN 3-453-30509-4.
- Besser geht's nicht. In: Jörg Weigand (Hrsg.): Quasar 1. Bastei Lübbe Science Fiction Bestseller #22013, 1979, ISBN 3-404-01402-2.

### Sachliteratur
- Exotische Zimmerpflanzen. Heyne, München 1983, ISBN 3-453-41555-8.

### Herausgeberin
Im Wilhelm Heyne-Verlag erschienen
Auch Übersetzung
- 20 Science Fiction Stories. Heyne-Anthologien #2, 1963.
- 16 Science Fiction Stories. Heyne-Anthologien #5, 1964.

#### The Magazine of Fantasy and Science Fiction
Alle im Wilhelm Heyne-Verlag erschienen
Auch Übersetzung
- Saturn im Morgenlicht (Band 1), 1963
- Das letzte Element (Band 2), 1963
- Heimkehr zu den Sternen (Band 3), 1963
- Signale vom Pluto (Band 4), 1963
- Die Esper greifen ein (Band 5), 1963
- Die Überlebenden (Band 6), 1964
- Musik aus dem All (Band 7), 1964
- Irrtum der Maschinen (Band 8), 1964
- Die Kristallwelt (Band 9), 1964